# Roland Matthes
Roland Matthes   (Pößneck, 17 de novembre de 1950 - Wertheim, 20 de desembre de 2019) va ser un nedador alemany, que aconseguí guanyar vuit medalles olímpiques.

## Biografia
Va néixer el 17 de novembre de 1950 a la ciutat de Pößneck, població situada a l'estat de Turíngia, que en aquells moments formava part de la República Democràtica Alemanya (RDA) i que avui en dia forma part d'Alemanya. Estigué casat amb la nedadora i medallista olímpica Kornelia Ender, de la qual es divorcià.

## Carrera esportiva
Va participar, als 17 anys, en els Jocs Olímpics d'Estiu de 1968 celebrats a Ciutat de Mèxic (Mèxic), on aconseguí guanyar tres medalles olímpiques: la medalla d'or en les proves dels 100 i 200 metres esquena (aconseguint en ambdues proves sengles rècords olímpics) i la medalla de plata en la prova de relleus 4x100 metres estils. En els Jocs Olímpics d'Estiu de 1972 realitzats a Múnic (Alemanya Occidental) aconseguí guanyar quatre medalles: revalidar la medalla d'or en les proves dels 100 i 200 metres esquena (aconseguint un nou rècord olímpic en la primera i igualant el rècord del món en la segona), la medalla de plata en la prova dels relleus 4x100 metres estils i la medalla de bronze en els relleus 4x100 metres lliures, a més de finalitzar quart en la prova dels 100 metres papallona. en els Jocs Olímpics d'Estiu de 1976 realitzats a Mont-real (Canadà) aconseguí guanyar la medalla de bronze en els 100 metres esquena i finalitzà cinquè en els 100 metres papallona.
Al llarg de la seva carrera guanyà 5 medalles en el Campionat del Món de natació, entre elles tres medalles d'or, 10 medalles en el Campionat d'Europa de natació, cinc d'elles d'or i vint-i-dues vegades el campionat del seu país.